# Sắt(II,III) oxide
Sắt(II,III) oxide hay oxide sắt từ là một oxide của sắt, trong đó sắt thể hiện hóa trị (II,III) với công thức hóa học Fe3O4 hay có thể viết thành FeO·Fe2O3. Đây là thành phần chính của quặng magnetit. Trong hợp chất này, tỷ lệ FeO:Fe2O3 là 1:1.
Oxide sắt này gặp trong phòng thí nghiệm dưới dạng bột màu đen. Nó thể hiện từ tính vĩnh cửu và là sắt từ (ferrimagnetic). Ứng dụng rộng rãi nhất của nó là như một thành phần sắc tố đen. Với mục đích này, nó được tổng hợp thay vì được chiết xuất từ khoáng chất tự nhiên vì kích thước và hình dạng hạt có thể thay đổi theo phương pháp sản xuất.

## Điều chế
Trong điều kiện yếm khí, hydroxide sắt (Fe(OH)2) có thể bị oxy hóa bởi nước để tạo thành sắt oxide và hydro phân tử. Quá trình này được mô tả bởi phản ứng Schikorr:
{\displaystyle {\ce {{\underset {fero\ hydroxide}{3Fe(OH)2}}->{\underset {magnetit}{Fe3O4}}+{\underset {hydro}{H2}}+{\underset {water}{2H2O}}}}}
Magnetit kết tinh (Fe3O4) là chất có độ ổn định nhiệt động hơn so với sắt(II) hydroxide (Fe(OH)2)).
Sắt tác dụng với oxy cho ra oxide sắt từ:
3Fe + 2O2 → Fe3O4 (FeO.Fe2O3)

## Phản ứng
Oxide sắt từ tác dụng với dung dịch HCl tạo ra hai loại muối là FeCl2 và FeCl3:
Fe3O4 + 8HCl → FeCl2 + 2FeCl3 + 4H2O
Nếu để lâu, chúng có thể hóa hợp thành Fe3Cl8.